# Karel Zdeněk Klíma

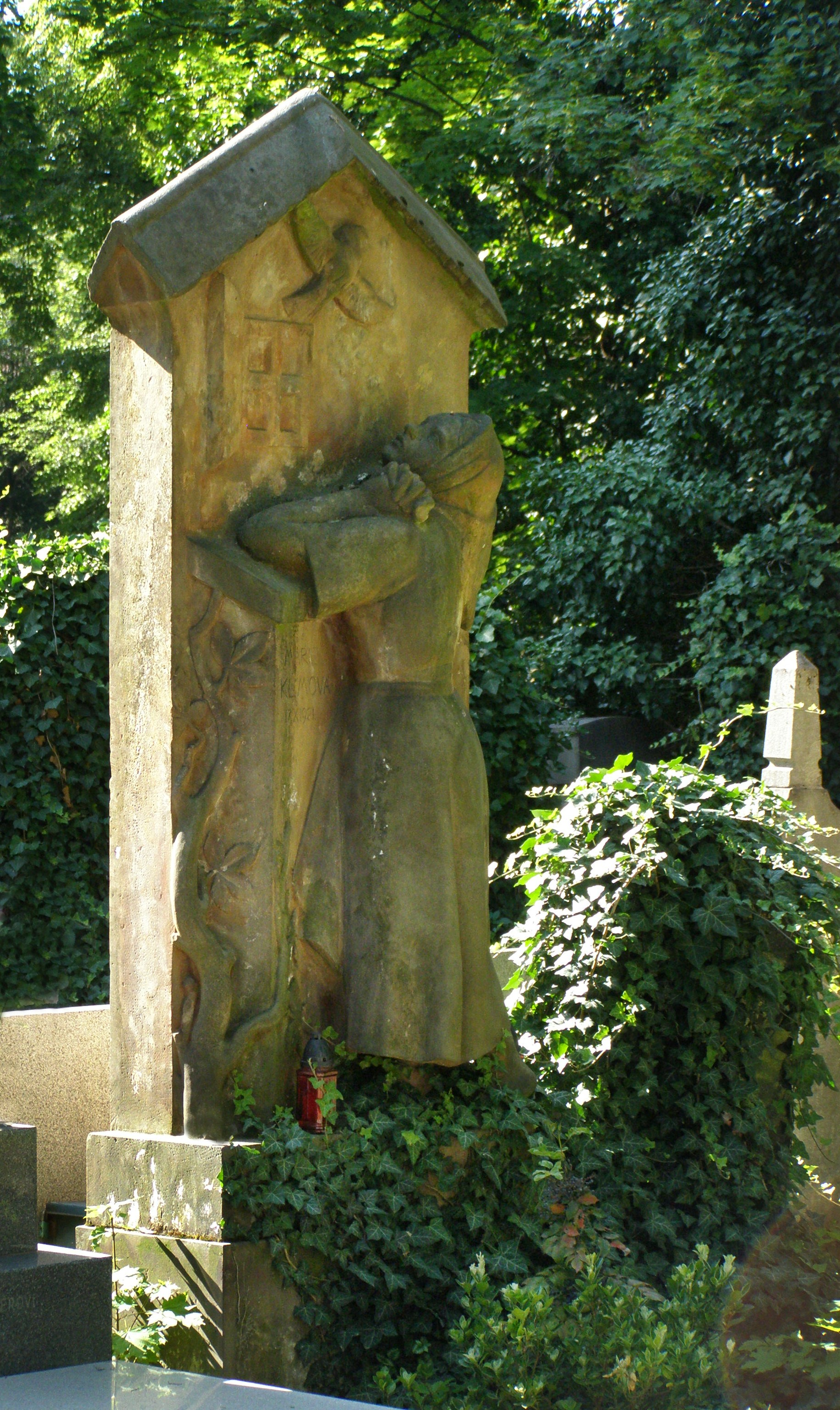
Hrob na hřbitově Malvazinky v Praze

Karel Zdeněk Klíma (3. října 1883 Brno – 23. srpna 1942 Terezín) byl český novinář, šéfredaktor Lidových novin a Českého slova popravený během Heydrichiády.

## Životopis

### Mládí a studia
Karel Zdeněk Klíma se narodil 3. října 1883 v rodině zámečníka Karla Klímy a jeho manželky Marie Klímové, rozené Pézové. Absolvoval brněnské reálné gymnázium a roku 1901 nastoupil na českou techniku v Brně, obor zeměměřičství. Po dvou letech však studia zanechal a začal se věnovat novinářské činnosti. Od roku 1901 spolupracoval s brněnskými Lidovými novinami, v roce 1903 se stal politickým a kulturním redaktorem a o rok později se stal prvním parlamentním zpravodajem LN ve Vídni. V letech 1910 až 1911 přispíval do kulturní rubriky Vídeňských listů. Tuto práci musel opustit až s příchodem první světové války, kdy narukoval do armády.

### Přesun do Prahy
Záhy po vzniku Československa se s rodinou přestěhoval do Prahy, kde roku 1920 založil pražskou redakci Lidových novin. Během tohoto období se v okolí lidových novin soustředila řada významných osobností, například bratři Čapkové, Eduard Bass, Karel Poláček nebo František Langer. Klíma měl svůj specifický styl žurnalistiky, při kterém text zkracoval tak, aby z něj „nešlo nic vyškrtnout“. Roku 1921 mu zemřela první žena, o dva roky později se znovu oženil. Pražskou redakci vedl až do roku 1927, kdy byl pověřen řízením hlavní redakce LN v Brně. Tu vedl dva roky, avšak roku 1930 se vrátil do Prahy, aby řídil list České slovo.

### Protektorát, zatčení a smrt
Během rostoucího mezinárodního tlaku na Československo vystupoval v rozhlasu na obranu svobody, mluvil též na pohřbech Jana Herbena, Arne Nováka a Karla Čapka. V roce 1937 se rozvedl a opět, již potřetí, se oženil. Po vzniku druhé republiky přešel znovu do Lidových novin, kde převzal pozici šéfredaktora. Snažil se udržet apolitickou orientaci novin a důraz kladl především na kulturní články. Roku 1941 po nástupu Reinharda Heydricha se funkce šéfredaktora vzdal a stáhl se do ústraní.
V důsledku udání byl 3. srpna 1942 předvolán k výslechu do nechvalně proslulého Petschkova paláce, zatčen a transportován do Terezína. Zde byl, ještě s dalšími třemi vězni, brutálně mučen. Údajně byl nejdříve surově zbit, poté několik dní držen o hladu a nakonec (za neustálého bití) donucen sníst bramborovou kaši s koncentrátem soli, pepře a pálivých paprik. Poté byl nechán řadu hodin bez vody, přičemž mu koncentrát rozežral vnitřnosti. Na následky mučení zemřel 23. srpna 1942. Je pohřben na hřbitově Malvazinky.